# Xenillus punctulatus
Xenillus punctulatus är en kvalsterart som först beskrevs av Banks 1895.  Xenillus punctulatus ingår i släktet Xenillus och familjen Xenillidae. Inga underarter finns listade i Catalogue of Life.